# Emiko Miyamoto
Emiko Miyamoto, född 10 maj 1937 i Wakayama i Wakayama prefektur, död 7 december 2023 i Takahagi i Ibaraki prefektur, var en japansk volleybollspelare.
Miyamoto blev olympisk guldmedaljör i volleyboll vid sommarspelen 1964 i Tokyo.